# Leonardo Picciani
Leonardo Carneiro Monteiro Picciani (Nilópolis, 6 de noviembre de 1979) es un político brasileño afiliado al Partido del Movimiento Democrático Brasileño, diputado federal en su cuarto mandato por el Estado de Río de Janeiro, hijo del también político Jorge Picciani.

## Biografía
Formado en Derecho por la UCAM, conquistó su primer mandato como diputado federal en 2002, con solo 22 años. Casado desde el año 2000 con la empresaria Gisele Picciani, es padre de tres hijos.

## Trayectoria
Con 27 años, ya en su segundo mandato en la Cámara, fue elegido para presidencia de la Comisión de Constitución y Justicia y de Ciudadanía de la Cámara de los Diputados. En 17 de abril de 2016, Leonardo Picciani votó contra la apertura del proceso de impeachment de Dilma Rousseff.
El 12 de mayo de 2016, con el alejamiento de la entonces presidente de la República Dilma Rousseff, el nuevo presidente, Michel Temer, lo nombró Ministro del Deporte.

## Operación Lava Jato
Una ejecutiva acusó a una empresa de su familia, Agrobilara Comércio e Participações Ltda., de tener vinculaciones con la Operación Autolavado. En concreto, acusó al presidente de la Asamblea de Río de Janeiro, Jorge Picciani, y a sus hijos Leonardo Picciani, ministro de Deportes, y Rafael Picciani, diputado estatal y Secretario de Coordinación del Gobierno de la prefectura de Río. Los tres son afiliados del PMDB.